# Wai Sano
Wai Sano je sopečná kaldera v západní části indonéského ostrova Flores. Půdorysné rozměry činí 3,5 × 2,5 km a její jihovýchodní okraj je porušený svahy 1632 m vysokého Cerak. V propadlině se nachází jezero, jehož hladina leží 260 m pod nejvyšším bodem okraje kaldery. Podél jihovýchodního břehu se vyskytují dvě fumaroly a jsou tedy jediným projevem vulkanické aktivity Wai Sano.